# Secuestro de Terence Freitas, Ingrid Washinawatok y Laheenae Gay
El Secuestro de tres indigenistas estadounidenses en Colombia fue cometido el 25 de febrero de 1999 por las Fuerzas Armadas Revolucionarias de Colombia (FARC). Las FARC retuvieron a los ciudadanos estadounidenses, Terence Freitas, Ingrid Washinawatok y Laheenae Gay de origen nativo americano y que se encontraban asesorando a la comunidad U'wa.

## Antecedentes
Durante el desarrollo del conflicto armado interno, Colombia ha obtenido ayuda militar de países extranjeros y compañías militares privadas en la lucha contra el terrorismo. Estados Unidos ha utilizado diferentes mecanismos de apoyo militar como el envío extraoficial de personal militar de tipo mercenario que muchas veces son reportados como personas de ONG´s en territorio nacional.
El conflicto se tornó tenso durante la década de 1990, lo que trajo consigo actos terroristas por parte de la guerrilla de las FARC en varias zonas del territorio nacional, en especial en la región andina, llanera y amazónica.
Las FARC ya habían secuestrado y asesinado a otros tres indigenistas estadounidenses en la comunidad indígena panameña de Pucuró, el 31 de enero de 1994. Por dicho crimen fue capturado el 25 de abril de 2008, Oberto Peña Hernández y con los alias de Ramiro, Mambo o Rambo. Hernández de 32 años y con 14 años de experiencia en la guerrilla como miembro del frente 57 de las FARC, en el Departamento del Chocó y límites con la República de Panamá. Fue capturado en desarrollo de la Operación Destructor, en el atrato medio antioqueño, por miembros de la Policía Nacional de Colombia y la Fuerza Aérea Colombiana.

## Muerte de indigenistas
Los indigenistas fueron abordados cuando salían del caserío El Chuscal, en jurisdicción de Cubará, departamento de Boyacá, cuando fueron interceptados por las FARC. Sus cuerpos baleados fueron encontrados días después en territorio de Venezuela cerca a la frontera con Colombia, específicamente en el kilómetro 56 de la vía La Victoria-El Nula, en el sector denominado Los Pájaros, del estado venezolano de Apure.

## Autores del asesinato
Tropas élites del Ejército de Colombia, pertenecientes a la Fuerza de Tarea Conjunta Omega dieron muerte en combate a tres guerrilleros de las FARC, entre los que se encontró a Carlos Julio Ávila, alias El Marrano y quien al parecer estuvo implicado en el asesinato de los ciudadanos estadounidenses en 1999. Según el reporte, El Marrano era uno de los hombres más cercanos al jefe del frente 10 de las FARC: Germán Briceño, alias Grannobles y hermano del comandante militar de la guerrilla Jorge Briceño (Mono Jojoy).
Las autoridades colombianas también capturaron a Jorge Eliécer Martínez, alias Jerónimo Aljure, considerado como el líder del frente 56 de las FARC y quien, según fuentes militares, afronta al menos 72 casos de asesinato y numerosos de secuestro, incluyendo la posible participación en el secuestro y asesinato de los indigenistas. Martínez, fue capturado en la zona rural de Maní, departamento del Casanare en una operación del Ejército colombiano denominada Operación Alacrán.
Por el mismo proceso de secuestro y asesinato fueron condenados por un fiscal de Derechos Humanos y DIH, los guerrilleros Jorge Briceño Suárez, alias Mono Jojoy, y Diego Luis Gutiérrez Muños, alias Chita.

## Procesados por justicia estadounidense
El 1 de mayo de 2001, el entonces fiscal general de Estados Unidos, John Ashcroft, señaló que Washington trabajaría con las autoridades colombianas para atrapar a los sospechosos y pedir su extradición. También señaló que apoyarían al gobierno en la lucha contra las drogas para así evitar el financiamiento de las FARC. Simultáneamente, el entonces embajador de Colombia en Washington, Luis Alberto Moreno, confirmó que los seis miembros de las FARC serían extraditados a Estados Unidos si eran capturados.
El gobierno estadounidense también tomó la decisión de no negociar nada con las FARC, después de los resultado obtenidos a finales de 1998 cuando el director de Asuntos Andinos del Departamento de Estado, Phil Chicota, mantuvo contactos con un portavoz de las FARC para que fueran liberados los tres indigenistas secuestrados. El resultado fue el asesinato tres meses después, de esos ciudadanos estadounidenses, por lo que se ordenó cancelar cualquier clase de contacto. Tras adoptar esta posición, y con el Secuestro de contratistas estadounidenses en Colombia el gobierno estadounidense se negó a negociar la liberación de cualquier otro rehén.